# Liste der Naturdenkmale in Hanau
Die Liste der Naturdenkmale in Hanau nennt die in der Stadt Hanau im Main-Kinzig-Kreis gelegenen Naturdenkmale.

## Naturdenkmale
Von den im November 1986 unter Schutz gestellten 45 Bäumen oder Baumgruppen stehen seit dem März 2007 nur noch 38 unter Schutz. Ein Naturdenkmal musste jedoch im Jahr 2014 gefällt werden.
| Bild                          | Bezeichnung                       | Ortsteil, Lage                                                            | Beschreibung | Art                    | Nr. |
| ----------------------------- | --------------------------------- | ------------------------------------------------------------------------- | --- | ---------------------- | --- |
| BW                            | 1 Stieleiche, 7 Rotbuchen         | Kesselstadt 50° 8′ 19,3″ N, 8° 52′ 26,4″ O                                | 200 Jahre alt. Ehemaliger Gemeindewald | Stieleiche, Rotbuche   | 1   |
| Fotos hochladen               | Fächerblattbaum                   | Kesselstadt, Philippsruher Allee 50° 7′ 49,8″ N, 8° 54′ 20,2″ O           | 120 Jahre alt. | Ginkgo                 | 2   |
| BW                            | 1 Pyramideneiche                  | Kesselstadt, Parkpromenade 50° 8′ 58,2″ N, 8° 53′ 1,7″ O                  | 170 Jahre alt. Sonnemannwiese | Säuleneiche            | 4   |
| Fotos hochladen               | 4 Platanen                        | Kesselstadt, Philippsruher Allee 50° 7′ 48″ N, 8° 54′ 9,7″ O              | 140 bis 160 Jahre alt. |                        | 5   |
| Fotos hochladen               | 2 Pyramideneichen                 | Hanauer Innenstadt 50° 8′ 21,8″ N, 8° 55′ 8,4″ O                          | 170 bis 190 Jahre alt. Schlossgarten Hanau. | Säuleneiche            | 6   |
| mehr Fotos \| Fotos hochladen | 1 Stieleiche (7-Geschwistereiche) | Steinheim 50° 6′ 17,3″ N, 8° 52′ 53,8″ O                                  | 180 Jahre alt, Stadtwald. | Stieleiche             | 7   |
| mehr Fotos \| Fotos hochladen | 1 Winterlinde (Gerichtslinde)     | Steinheim 50° 6′ 25,6″ N, 8° 55′ 1,2″ O                                   | Gerichtslinde. 320 Jahre alt, Nähe Maintor. Auch Zentlinde genannt. Bis etwa zum Jahr 1900 Teil eines 7-stämmigen Baums.                       | Winterlinde            | 8   |
| mehr Fotos \| Fotos hochladen | 1 Stieleiche                      | Steinheim 50° 6′ 19,8″ N, 8° 53′ 25,4″ O                                  | 320 Jahre alt, Am Rabenstein. | Stieleiche             | 9   |
| BW                            | 1 Stieleiche                      | Steinheim, Darmstädter Straße 50° 5′ 44,2″ N, 8° 54′ 2,5″ O               | 420 Jahre alt, Hellenwald. | Stieleiche             | 10  |
| Fotos hochladen               | 1 Stieleiche                      | Steinheim 50° 6′ 46,8″ N, 8° 53′ 52,8″ O                                  | 320 Jahre alt, Bundesstraße 45. | Stieleiche             | 11  |
| BW                            | 1 Stieleiche                      | Hanauer Innenstadt, Corniceliusstraße 50° 8′ 35,2″ N, 8° 55′ 18,5″ O      | 320 Jahre alt. Südlich der „Krummen Kinzig“.                                                                                                   | Stieleiche             | 12  |
| BW                            | 2 Stieleichen                     | Kesselstadt 50° 8′ 9,6″ N, 8° 53′ 30,1″ O                                 | 270 bis 320 Jahre alt. Otto-Hahn-Schule | Stieleiche             | 14  |
| Fotos hochladen               | 1 Stieleiche                      | Hanauer Innenstadt, Geibelstraße 50° 8′ 24,4″ N, 8° 54′ 54″ O             | 270 Jahre alt. Parkplatz Heinrich-Fischer-Bad.                                                                                                 | Stieleiche             | 15  |
| Fotos hochladen               | 1 Platane                         | Hanauer Innenstadt 50° 8′ 19″ N, 8° 55′ 13,8″ O                           | 140 Jahre alt. Schlossgarten Hanau. |                        | 16  |
| BW                            | 1 Stieleiche                      | Hanauer Innenstadt, Elsa-Brändström-Straße 50° 8′ 38,4″ N, 8° 54′ 24,1″ O | 300 Jahre alt. Kaufmännische Schulen | Stieleiche             | 18  |
| Fotos hochladen               | 3 Fächerblattbäume                | Kesselstadt 50° 7′ 48″ N, 8° 53′ 54,2″ O                                  | 80 bis 110 Jahre alt. Olof-Palme-Haus | Ginkgo                 | 19  |
| Fotos hochladen               | 1 Kaukasische Flügelnuss          | Hanauer Innenstadt 50° 7′ 36,1″ N, 8° 54′ 53,6″ O                         | 160 Jahre alt. Albert-Schweitzer-Kinderdorf | Kaukasische Flügelnuss | 21  |
| Fotos hochladen               | 1 Stieleiche                      | Wilhelmsbad 50° 8′ 51″ N, 8° 53′ 4″ O                                     | 370 Jahre alt. Wilhelmsbad, Schneckenberg. | Stieleiche             | 24  |
| Fotos hochladen               | 1 Platane                         | Wilhelmsbad 50° 8′ 55,3″ N, 8° 53′ 0,2″ O                                 | 170 Jahre alt. Wilhelmsbad, östlich des Kurhauses                                                                                              |                        | 25  |
| Fotos hochladen               | 1 Stieleiche (Tischbeineiche)     | Wilhelmsbad 50° 8′ 53,9″ N, 8° 52′ 55,2″ O                                | 420 Jahre alt. Wilhelmsbad, südwestlich des Kurhauses. Benannt nach Anton Wilhelm Tischbein, der sie in einigen Werken abbildete.              | Stieleiche             | 26  |
| Fotos hochladen               | 1 Stieleiche                      | Wilhelmsbad 50° 8′ 49,2″ N, 8° 52′ 58,8″ O                                | 420 Jahre alt. Wilhelmsbad, südwestlich des Kurhauses.                                                                                         | Stieleiche             | 27  |
| Fotos hochladen               | 3 Tulpenbäume                     | Wilhelmsbad 50° 8′ 54,6″ N, 8° 52′ 53,8″ O                                | 80 bis 100 Jahre alt. Wilhelmsbad, westlich des Kurhauses.                                                                                     | Tulpenbaum             | 28  |
| Fotos hochladen               | 2 Blutbuchen                      | Wilhelmsbad, Parkpromenade 50° 8′ 56″ N, 8° 52′ 58,4″ O                   | 170 bis 200 Jahre alt. Wilhelmsbad, hinter dem Kurhaus. Eine der Blutbuchen litt an Pilzbefall und stürzte bei einem Sturm im Februar 2020 um. | Blutbuche              | 29  |
| Fotos hochladen               | 1 Pyramideneiche                  | Hanauer Innenstadt, Sandeldamm 50° 8′ 17,2″ N, 8° 55′ 23,2″ O             | 140 Jahre alt | Säuleneiche            | 31  |
| BW                            | 4 Stieleichen                     | Hanauer Innenstadt, Schwarzenbergstraße 50° 8′ 39,5″ N, 8° 55′ 59,2″ O    | 320 bis 370 Jahre alt. | Stieleiche             | 32  |
| Fotos hochladen               | 1 Stieleiche                      | Steinheim 50° 6′ 28,4″ N, 8° 53′ 29,8″ O                                  | 320 Jahre alt, Rabenstein. | Stieleiche             | 34  |
| Fotos hochladen               | 1 Stieleiche                      | Steinheim, Ludwigstraße 50° 6′ 38,2″ N, 8° 54′ 57,8″ O                    | 270 Jahre alt, evangelische Kirche / Kindergarten.                                                                                             | Stieleiche             | 35  |
| mehr Fotos \| Fotos hochladen | 9 Stieleichen                     | Steinheim 50° 6′ 3,6″ N, 8° 53′ 2,4″ O                                    | 220 bis 270 Jahre alt, Eichenwald. | Stieleiche             | 36  |
| BW                            | 1 Stieleiche                      | Klein-Auheim 50° 5′ 13,2″ N, 8° 54′ 25,2″ O                               | Der ca. 520 Jahre alte Baum mit einem Stammumfang von 7,20 m im Naturschutzgebiet Alte Fasanerie gilt als der älteste Baum Hanaus.             | Stieleiche             | 37  |
| Fotos hochladen               | 1 Stieleiche                      | Großauheim 50° 5′ 29″ N, 8° 57′ 29,9″ O                                   | 320 Jahre alt, Wasserturm. | Stieleiche             | 38  |
| BW                            | 1 Stieleiche                      | Großauheim, Rue de Conflans 50° 6′ 17,3″ N, 8° 57′ 31,7″ O                | 320 Jahre alt. Auf der Lindenau. | Stieleiche             | 39  |
| Fotos hochladen               | 1 Stieleiche, Grenzwalleiche      | Großauheim 50° 6′ 31,3″ N, 8° 59′ 3,1″ O                                  | 420 Jahre alt. Am Limes. | Stieleiche             | 40  |
| Fotos hochladen               | 1 Platane                         | Großauheim, Leinpfad 50° 6′ 11,5″ N, 8° 56′ 33,7″ O                       | 160 Jahre alt, St. Josef-Mädchenschule. |                        | 41  |
| BW                            | Pyramideneichenallee (24 Bäume)   | Wolfgang, Eichenallee 50° 7′ 14,2″ N, 8° 57′ 36″ O                        | 110 Jahre alt. | Säuleneiche            | 42  |
| BW                            | 1 Stieleiche                      | Wolfgang 50° 7′ 18,8″ N, 8° 58′ 44,4″ O                                   | 320 Jahre alt. | Stieleiche             | 43  |
| BW                            | Lindenreihe (23 Bäume)            | Wolfgang 50° 7′ 15,2″ N, 8° 57′ 23,4″ O                                   | 60 bis 120 Jahre alt. |                        | 44  |
| mehr Fotos \| Fotos hochladen | 2 Speierling-Bäume                | Steinheim 50° 6′ 16,9″ N, 8° 54′ 7,2″ O                                   | 70 bis 100 Jahre alt, Friedhof-Süd. | Speierling             | 45  |

## Ehemalige Naturdenkmale
| Bild | Bezeichnung      | Ortsteil, Lage                                                         | Beschreibung                                                                      | Art         | Nr. |
| ---- | ---------------- | ---------------------------------------------------------------------- | --------------------------------------------------------------------------------- | ----------- | --- |
| BW   | 1 Pyramideneiche | Hanauer Innenstadt, Eugen-Kaiser-Straße 50° 8′ 20,4″ N, 8° 54′ 57,2″ O | Der 120 Jahre alte Baum auf einer Verkehrsinsel musste Anfang 2014 gefällt werden | Säuleneiche | 3   |

## Belege
1. 1 2  Naturdenkmale. www.hanau.de, 2020, archiviert vom Original (nicht mehr online verfügbar) am 14. April 2021; abgerufen am 23. April 2021.

- Karte mit allen Koordinaten:
- OSM |
- WikiMap